# اچ‌دی ۱۰۲۷۷۶
اچ‌دی ۱۰۲۷۷۶ یک ستاره است که در صورت فلکی قنطورس قرار دارد.